# Даніель Муньйос де ла Нава
Даніель Муньйос де ла Нава (ісп. Daniel Muñoz de la Nava; нар. 29 січня 1982) — колишній іспанський тенісист.
Найвищу одиночну позицію світового рейтингу — 68 місце досяг 29 лютого 2016, парну — 94 місце — 16 травня 2011 року.
Завершив кар'єру 2019 року.

## Фінали турнірів ATP за кар'єру

### Парний розряд: 1 (1 поразка)
| Легенда                         |
| ------------------------------- |
| Турніри Великого шлема (0–0)    |
| Фінали Світового туру ATP (0–0) |
| Серія ATP Мастерс 1000 (0–0)    |
| Серія ATP 500 (0–1)             |
| Серія ATP 250 (0–0)             |

| Фінали за покриттям |
| ------------------- |
| Тверде (0–0)        |
| Ґрунт (0–1)         |
| Трава (0–0)         |
| Килим (0–0)         |

| Фінали за типом корту |
| --------------------- |
| Відкритий корт (0–1)  |
| Закритий корт (0–0)   |

| Результат | В-П | Дата     | Турнір             | Рівень    | Покриття | Партнер             | Суперники                       | Рахунок  |
| --------- | --- | -------- | ------------------ | --------- | -------- | ------------------- | ------------------------------- | -------- |
| Поразка   | 0–1 | Лип 2012 | Гамбург, Німеччина | Серія 500 | Ґрунт    | Рожеріу Дутра Сілва | Давід Марреро Фернандо Вердаско | 4–6, 3–6 |

## Фінали ATP Челленджер і ITF Ф'ючерс

### Одиночний розряд: 34 (11–23)
| Легенда               |
| --------------------- |
| ATP Челленджер (4–11) |
| ITF Ф'ючерс (7–12)    |

| Фінали за покриттям |
| ------------------- |
| Тверде (0–6)        |
| Ґрунт (11–17)       |
| Трава (0–0)         |
| Килим (0–0)         |

| Результат | В-П   | Дата     | Турнір                         | Рівень     | Покриття | Суперник                 | Рахунок                 |
| --------- | ----- | -------- | ------------------------------ | ---------- | -------- | ------------------------ | ----------------------- |
| Поразка   | 0-1   | Лис 2001 | Барбадос F1, Бриджтаун         | Ф'ючерс    | Тверде   | Фред Геммес мол.         | 6–1, 5–7, 6–7(3–7)      |
| Поразка   | 0-2   | Лип 2003 | Іспанія F15, Гандія            | Ф'ючерс    | Ґрунт    | Маріо Мйньйос-Бехарано   | 3–6, 2–6                |
| Поразка   | 0-3   | Тра 2004 | Велика Британія F2, Единбург   | Ф'ючерс    | Ґрунт    | Ерік Продон              | 4–6, 3–6                |
| Поразка   | 0-4   | Чер 2004 | Іспанія F10, Ла-Пальма         | Ф'ючерс    | Тверде   | Бартоломе Сальва-Відаль  | 6–7(4–7), 6–2, 4–6      |
| Поразка   | 0-5   | Чер 2004 | Іспанія F11, Лансароте         | Ф'ючерс    | Тверде   | Жо-Вілфрід Тсонга        | 5–7, 3–6                |
| Поразка   | 0-6   | Лис 2004 | Іспанія F31, Гран-Канарія      | Ф'ючерс    | Ґрунт    | Франк Кондор-Фернандес   | 6–7(3–7), 6–3, 4–6      |
| Перемога  | 1-6   | Лис 2004 | Іспанія F32, Гран-Канарія      | Ф'ючерс    | Ґрунт    | Руї Мачадо               | 5–7, 7–6(9–7), 7–6(4–7) |
| Поразка   | 1-7   | Вер 2005 | Іспанія F23, Мадрид            | Ф'ючерс    | Тверде   | Фредерік Нільсен         | 4–6, 6–2, 6–7(4–7)      |
| Поразка   | 1-8   | Лют 2006 | Колумбія F2, Букараманга       | Ф'ючерс    | Ґрунт    | Марсель Фельдер          | 3–6, 4–6                |
| Поразка   | 1-9   | Бер 2006 | Португалія F2, Лагуш           | Ф'ючерс    | Тверде   | Адріан Менендес-Масейрас | 6–3, 4–6, 3–6           |
| Перемога  | 2-9   | Тра 2006 | Іспанія F14, Льєйда            | Ф'ючерс    | Ґрунт    | Хосе Чека Кальво         | 6–3, 6–4                |
| Перемога  | 3-9   | Тра 2006 | Іспанія F15, Балагер (Іспанія) | Ф'ючерс    | Ґрунт    | Пабло Сантос Гонсалес    | 6–3, 3–6, 7–5           |
| Поразка   | 3-10  | Лют 2007 | Франція F3, Брессюїр           | Ф'ючерс    | Тверде   | Тьєррі Асьйон            | 2–6, 6–7(5–7)           |
| Перемога  | 4-10  | Чер 2007 | Франція F8, Блуа               | Ф'ючерс    | Ґрунт    | Жан-Рене Лінар           | 7–5, 6–4                |
| Поразка   | 4-11  | Сер 2008 | Тімішоара, Румунія             | Челленджер | Ґрунт    | Даніель Брандс           | 4–6, 6–7(0–7)           |
| Поразка   | 4-12  | Кві 2009 | Афіни, Греція                  | Челленджер | Ґрунт    | Руї Мачадо               | 3–6, 6–7(4–7)           |
| Перемога  | 5-12  | Бер 2010 | Іспанія F10, Сарагоса          | Ф'ючерс    | Ґрунт    | Пабло Карреньо Буста     | 6–3, 6–4                |
| Поразка   | 5-13  | Сер 2010 | Корденонс, Італія              | Челленджер | Ґрунт    | Стів Дарсі               | 2–6, 4–6                |
| Перемога  | 6-13  | Сер 2011 | Корденонс, Італія              | Челленджер | Ґрунт    | Ніколас Пастор           | 6–4, 2–6, 6–2           |
| Поразка   | 6-14  | Жов 2011 | Кіто, Еквадор                  | Челленджер | Ґрунт    | Себастьян Декуд          | 3–6, 6–7(3–7)           |
| Поразка   | 6-15  | Лис 2012 | Марбелья, Іспанія              | Челленджер | Ґрунт    | Альберт Монтаньєс        | 6–3, 2–6, 3–6           |
| Поразка   | 6-16  | Чер 2014 | Мохаммедія, Марокко            | Челленджер | Ґрунт    | Пабло Карреньо Буста     | 6–7(2–7), 6–2, 2–6      |
| Поразка   | 6-17  | Вер 2014 | Алфен, Нідерланди              | Челленджер | Ґрунт    | Єссе Гута Ґалунґ         | 3–6, 4–6                |
| Перемога  | 7-17  | Кві 2015 | Неаполь, Італія                | Челленджер | Ґрунт    | Маттео Донаті            | 6–2, 6–1                |
| Перемога  | 8-17  | Чер 2015 | Москва, Росія                  | Челленджер | Ґрунт    | Раду Албот               | 6–0, 6–1                |
| Поразка   | 8-18  | Чер 2015 | Блуа, Франція                  | Челленджер | Ґрунт    | Матіас Бург              | 6–2, 4–6, 2–6           |
| Поразка   | 8-19  | Сер 2015 | Манербіо, Італія               | Челленджер | Ґрунт    | Андрій Кузнєцов          | 4–6, 6–3, 1–6           |
| Перемога  | 9-19  | Вер 2015 | Мекнес, Марокко                | Челленджер | Ґрунт    | Роберто Карбальєс Баена  | 6–4, 6–2                |
| Поразка   | 9-20  | Жов 2015 | Касабланка, Марокко            | Челленджер | Ґрунт    | Дамір Джумхур            | 6–3, 3–6, 2–6           |
| Поразка   | 9-21  | Лют 2017 | Іспанія F5, Мурсія             | Ф'ючерс    | Ґрунт    | Рікардо Охеда Лара       | 7–6(7–3), 2–6, 6–7(3–7) |
| Поразка   | 9-22  | Лип 2017 | Перуджа, Італія                | Челленджер | Ґрунт    | Ласло Дьоре              | 6–7(2–7), 4–6           |
| Перемога  | 10-22 | Вер 2017 | Іспанія F29, Севілья           | Ф'ючерс    | Ґрунт    | Педро Качін              | 7–6(7–5), 6–2           |
| Поразка   | 10-23 | Січ 2018 | Іспанія F1, Майорка            | Ф'ючерс    | Ґрунт    | Євген Тюрнєв             | 4–6, 0–6                |
| Перемога  | 11-23 | Січ 2018 | Іспанія F2, Майорка            | Ф'ючерс    | Ґрунт    | Лоренцо Джустіно         | 6–4, 5–7, 6–3           |

### Парний розряд: 38 (23–15)
| Легенда               |
| --------------------- |
| ATP Челленджер (16–9) |
| ITF Ф'ючерс (7–6)     |

| Фінали за покриттям |
| ------------------- |
| Тверде (4–4)        |
| Ґрунт (19–11)       |
| Трава (0–0)         |
| Килим (0–0)         |

| Результат | В-П   | Дата     | Турнір                         | Рівень     | Покриття | Партнер                   | Суперники                                            | Рахунок                 |
| --------- | ----- | -------- | ------------------------------ | ---------- | -------- | ------------------------- | ---------------------------------------------------- | ----------------------- |
| Перемога  | 1–0   | Лип 2003 | Іспанія F15, Гандія            | Ф'ючерс    | Ґрунт    | Хорді Марсе-Відрі         | Карім Маамун Руї Мачадо                              | 6–7(1–7), 7–6(8–6), 6–4 |
| Перемога  | 2–0   | Сер 2003 | Іспанія F16, Денія             | Ф'ючерс    | Ґрунт    | Хорді Марсе-Відрі         | Цзен Шаосюань Чжу Бень-Цян                           | 3–6, 6–3, 6–3           |
| Поразка   | 2–1   | Чер 2004 | Іспанія F9, Тенерифе           | Ф'ючерс    | Тверде   | Іван Ескердо-Андреу       | Хав'єр Хенаро-Мартінес Комлаві Логло                 | 4–6, 6–3, 1–6           |
| Перемога  | 3–1   | Чер 2004 | Іспанія F10, Ла-Пальма         | Ф'ючерс    | Тверде   | Даніель Монедеро-Гонсалес | Хосе-Пабло Серна-Перес Хуан-Мігель Суч-Перес         | без гри                 |
| Поразка   | 3–2   | Сер 2004 | Сеговія, Іспанія               | Челленджер | Тверде   | Іван Наварро              | Ігор Куніцин Володимир Волчков                       | 6–3, 3–6, 2–6           |
| Поразка   | 3–3   | Жов 2004 | Франція F19, Ла-Рош-сюр-Іон    | Ф'ючерс    | Тверде   | Ігор Зеленай              | Ксав'є Одуа Жан-Франсуа Башло                        | 6–3, 1–6, 2–6           |
| Перемога  | 4–3   | Жов 2004 | Франція F20, Родез             | Ф'ючерс    | Тверде   | Алессандро Мотті          | Жиль Сімон Сіріль Спанеліс                           | 6–2, 6–2                |
| Перемога  | 5–3   | Лис 2004 | Іспанія F31, Гран-Канарія      | Ф'ючерс    | Ґрунт    | Карлес Рейксач Ітойс      | Антоніо Бальдельйоу-Естева Херман Пуентес Альканьїс  | 6–3, 7–6(8–6)           |
| Поразка   | 5–4   | Лип 2005 | Іспанія F15, Ельче             | Ф'ючерс    | Ґрунт    | Пабло Сантос Гонсалес     | Пабло Андухар Като Дзюн                              | 5–7, 1–4 ret.           |
| Поразка   | 5–5   | Вер 2005 | Іспанія F22, Ов'єдо            | Ф'ючерс    | Ґрунт    | Сесар Феррер-Вікторія     | Естебан Карріль-Касо Габрієль Трухільйо Солер        | 2–6, 2–6                |
| Перемога  | 6–5   | Бер 2006 | Велика Британія F3, Сандерленд | Ф'ючерс    | Тверде   | Алессандро Мотті          | Жан-Франсуа Башло Айсам Куреші                       | 6–3, 6–4                |
| Перемога  | 7–5   | Кві 2006 | Іспанія F10, Лоха              | Ф'ючерс    | Ґрунт    | Хорді Марсе-Відрі         | Душан Кароль Морґан Філліпс                          | 4–6, 7–6(7–4), ret.     |
| Поразка   | 7–6   | Тра 2006 | Тельде, Іспанія                | Челленджер | Ґрунт    | Давід Марреро             | Адам Хадай Міхаель Рідерстедт                        | 7–5, 3–6, [7–10]        |
| Поразка   | 7–7   | Лип 2006 | Мантуя, Італія                 | Челленджер | Ґрунт    | Алессандро Мотті          | Пабло Андухар Марсель Гранольєрс                     | 3–6, 7–5, [7–10]        |
| Поразка   | 7–8   | Сер 2006 | Трані, Італія                  | Челленджер | Ґрунт    | Алессандро Мотті          | Леонардо Аццаро Даніеле Джорджині                    | 4–6, 6–3, [6–10]        |
| Поразка   | 7–9   | Жов 2006 | Іспанія F33, Кордова           | Ф'ючерс    | Тверде   | Мігель-Анхель Лопес Хаен  | Александрос Якуповіч Карлес Поч Градін               | 6–2, 6–7(6–8), 4–6      |
| Поразка   | 7–10  | Чер 2007 | Франція F8, Блуа               | Ф'ючерс    | Ґрунт    | Давід Марреро             | Адріан Маннаріно Жосслен Уанна                       | 2–6, 1–6                |
| Перемога  | 8–10  | Вер 2007 | Черкаси, Україна               | Челленджер | Ґрунт    | Сантьяго Вентура Бертомеу | Сергій Бубка Олександр Кудрявцев                     | 6–2, 7–6(7–4)           |
| Поразка   | 8–11  | Жов 2007 | Таррагона, Іспанія             | Челленджер | Ґрунт    | Пабло Андухар             | Марсель Гранольєрс Сантьяго Вентура Бертомеу         | 4–6, 6–7(3–7)           |
| Перемога  | 9–11  | Бер 2008 | Мекнес, Марокко                | Челленджер | Ґрунт    | Альберто Мартін           | Михайло Єлгін Юрій Щукін                             | 6–4, 6–7(2–7), [10–6]   |
| Перемога  | 10–11 | Кві 2008 | Сен-Бріє, Франція              | Челленджер | Ґрунт    | Адр'ян Кручат             | Юй Сіньюань Цзен Шаосюань                            | 4–6, 6–4, [10–4]        |
| Перемога  | 11–11 | Тра 2008 | Тельде, Іспанія                | Челленджер | Ґрунт    | Даніель Хімено-Травер     | Мігель-Анхель Лопес Хаен Хосе Антоніо Санчес де Луна | 6–3, 6–1                |
| Перемога  | 12–11 | Сер 2008 | Тімішоара, Румунія             | Челленджер | Ґрунт    | Рубен Рамірес Ідальго     | Адр'ян Кручат Флорін Мерджа                          | 3–6, 6–4, [11–9]        |
| Перемога  | 13–11 | Вер 2008 | Брашов, Румунія                | Челленджер | Ґрунт    | Давід Марреро             | Карлес Поч Градін Пабло Сантос Гонсалес              | 6–4, 6–3                |
| Поразка   | 13–12 | Бер 2009 | Марракеш, Марокко              | Челленджер | Ґрунт    | Альберто Мартін           | Рубен Рамірес Ідальго Сантьяго Вентура Бертомеу      | 3–6, 6–7(5–7)           |
| Поразка   | 13–13 | Тра 2010 | Алессандрія, Італія            | Челленджер | Ґрунт    | Марко Груньйола           | Іван Додіг Ловро Зовко                               | 4–6, 4–6                |
| Перемога  | 14–13 | Лип 2010 | Арад, Румунія                  | Челленджер | Ґрунт    | Серхіо Перес-Перес        | Франко Шкугор Іван Зовко                             | 6–4, 6–1                |
| Перемога  | 15–13 | Лип 2010 | Познань, Польща                | Челленджер | Ґрунт    | Руї Мачадо                | Джеймс Серретані Аділ Шамасдін                       | 6–2, 6–3                |
| Перемога  | 16–13 | Вер 2010 | Севілья, Іспанія               | Челленджер | Ґрунт    | Сантьяго Вентура Бертомеу | Никола Чирич Гільєрмо Оласо                          | 6–2, 7–5                |
| Перемога  | 17–13 | Жов 2010 | Неаполь, Італія                | Челленджер | Ґрунт    | Сімоне Ваньйоцці          | Андреас Гайдер-Маурер Баштіан Кніттель               | 1–6, 7–6(7–5), [10–6]   |
| Перемога  | 18–13 | Жов 2010 | Сантьяго, Чилі                 | Челленджер | Ґрунт    | Рубен Рамірес Ідальго     | Никола Чирич Ґоран Тошич                             | 6–4, 6–2                |
| Поразка   | 18–14 | Жов 2010 | Сан-Паулу, Бразилія            | Челленджер | Ґрунт    | Руї Мачадо                | Франко Феррейро Андре Са                             | 6–3, 6–7(2–7), [8–10]   |
| Перемога  | 19–14 | Тра 2011 | Загреб, Хорватія               | Челленджер | Ґрунт    | Рубен Рамірес Ідальго     | Мате Павич Франко Шкугор                             | 6–2, 7–6(12–10)         |
| Перемога  | 20–14 | Вер 2011 | Севілья, Іспанія               | Челленджер | Ґрунт    | Рубен Рамірес Ідальго     | Герард Гранольєрс Адріан Менендес Масейрас           | 6–4, 6–7(4–7), [13–11]  |
| Перемога  | 21–14 | Бер 2012 | Марракеш, Марокко              | Челленджер | Ґрунт    | Мартін Кліжан             | Іньїго Сервантес Федеріко Дельбоніс                  | 6–3, 1–6, [12–10]       |
| Перемога  | 22–14 | Бер 2015 | Гуанчжоу, КНР                  | Челленджер | Тверде   | Олександр Недовєсов       | Фабріс Мартен Пурав Раджа                            | 6–2, 7–5                |
| Перемога  | 23–14 | Сер 2015 | Манербіо, Італія               | Челленджер | Ґрунт    | Флавіо Чіполла            | Геро Кречмер Александер Сачко                        | 7–6(7–5), 3–6, [11–9]   |
| Поразка   | 23–15 | Сер 2018 | Корденонс, Італія              | Челленджер | Ґрунт    | Андрей Мартін             | Денис Молчанов Ігор Зеленай                          | 6–3, 3–6, [9–11]        |

## Часовий графік результатів
| W | Ф | ПФ | ЧФ | #Р | КТ | К# | DNQ | A | NH |

### Одиночний розряд
| Турніри Великого шлему                 |     |     |     |     |     |     |     |     |     |     |       |     |     |
| Відкритий чемпіонат Австралії з тенісу |     |     |     |     | К1р | 1р  |     | К2р | 1р  |     | 0 / 2 | 0–2 | 0%  |
| Відкритий чемпіонат Франції з тенісу   | К1р | К2р |     | К2р | 1р  | 1р  |     | К2р | 1р  | К1р | 0 / 3 | 0–3 | 0%  |
| Вімблдонський турнір                   |     | К3р | К2р | К2р | К1р | К3р |     | К1р | К2р |     | 0 / 0 | 0–0 | –   |
| Відкритий чемпіонат США з тенісу       | К2р |     | К3р |     |     | К2р |     |     |     |     | 0 / 0 | 0–0 | –   |
| В-П                                    | 0–0 | 0–0 | 0–0 | 0–0 | 0–1 | 0–2 | 0–0 | 0–0 | 0–2 | 0–0 | 0 / 5 | 0–5 | 0%  |
| Тур ATP Мастерс 1000                   |     |     |     |     |     |     |     |     |     |     |       |     |     |
| Індіан-Веллс                           |     |     |     | К2р |     | 1р  | 1р  |     | 1р  |     | 0 / 3 | 0–3 | 0%  |
| Відкритий чемпіонат Маямі з тенісу     |     |     |     | К2р |     |     |     |     |     |     | 0 / 0 | 0–0 | –   |
| Монте-Карло                            |     |     |     |     | К2р |     |     |     |     |     | 0 / 0 | 0–0 | –   |
| Мастерс Мадрид                         |     |     | 2р  | К2р | К2р | К1р | К1р |     |     | К1р | 0 / 1 | 1–1 | 50% |
| В-П                                    | 0–0 | 0–0 | 1–1 | 0–0 | 0–0 | 0–1 | 0–1 | 0–0 | 0–1 | 0–0 | 0 / 4 | 1–4 | 20% |